# Carita Hassler-Göransson
Ejda Ina Carita Hassler-Göransson, född Hassler den 29 oktober 1890 i Vadstena, död den 29 mars 1994 i Lund, var en svensk statistiker, lärare och läroboksförfattare.

## Biografi
Carita Hassler-Göransson avlade organist- och kyrkosångarexamen 1910 och folkskollärarexamen i Landskrona 1911 samt studentexamen som privatist 1914. Efter akademiska studier blev hon filosofie kandidat 1917, filosofie magister 1920 och 1925 filosofie licentiat i psykologi och pedagogik. Hon var övningsskollärare eller lektor
vid olika folkskoleseminarier och tjänstgjorde slutligen som lektor vid folkskoleseminariet i Lund 1947–1956.
Hassler-Göransson hade inflytande på svensk rättstavningsundervisning. Hennes licentiatavhandling Experimentella och statistiska studier över ordförråd och rättstavningsfärdighet, utgiven 1930, innehöll de första frekvenslistor och de första standardprov som publicerats i Sverige. Hon utgav läroböcker i rättstavning och handledningar i modersmålets skrivning. Sin stora vetenskapliga insats gjorde Hassler-Göransson på frekvensundersökningarnas område. År 1966 publicerade hon volymen Ordfrekvenser i nusvenskt skriftspråk, innehållande 500 000 löpord från skönlitteratur, tidningar och uppsatser, alla räknade för hand.
Hassler-Göransson var vice ordförande i folkskollärarkårens skriftspråkskommitté 1932–1954 och ledamot i Nämnden för svensk språkvård 1944–1955. År 1966 blev hon filosofie hedersdoktor i Lund och hon var vidare ledamot av Nordstjärneorden.
Carita Hassler-Göransson var dotter till kyrkoherde Åke Hassler och Karin, född Hellberg. Hon var från 1928 gift med filosofie doktor Georg Göransson (1893–1963) och var syster till iuridikprofessor Åke Hassler och teologerna Arne och Ove Hassler. Makarna Göransson är begravda på Norra kyrkogården i Lund.

## Skrifter i urval
- Hassler-Göransson, Carita (1938). Det primära ordförrådet och rättstavningsundervisningen (4. uppl.). Stockholm: Seelig. Libris 1371265
- Hassler-Göransson, Carita (1940). Språkets vanligaste ord. (4. uppl. [Ny tr.]). Stockholm: Seelig. Libris 1371266
- Hassler-Göransson, Carita (1966). Ordfrekvenser i nusvenskt skriftspråk. Stockholm: Språkförlaget. Libris 409255
- Hassler-Göransson, Carita (1970). Kvantitativa studier av Ivar Lo-Johanssons prosa. I. [S.l.: s.n. Libris 19661538
- Hassler-Göransson, Carita (1976). Fyrtio författare i statistisk belysning. Stockholm: Skriptor. Libris 8373413. ISBN 91-7282-105-1

## Övrig litteratur
- Lindell, Ebbe (1997). Carita Hassler-Göransson: lektor vid Folkskoleseminariet i Lund. Rapporter om utbildning, 1101-7643 ; 1997:2. Malmö: Utvecklingsavd., Lärarhögskolan, Lunds univ. Libris 2306193